# Tokarnia (Schlesische Beskiden)

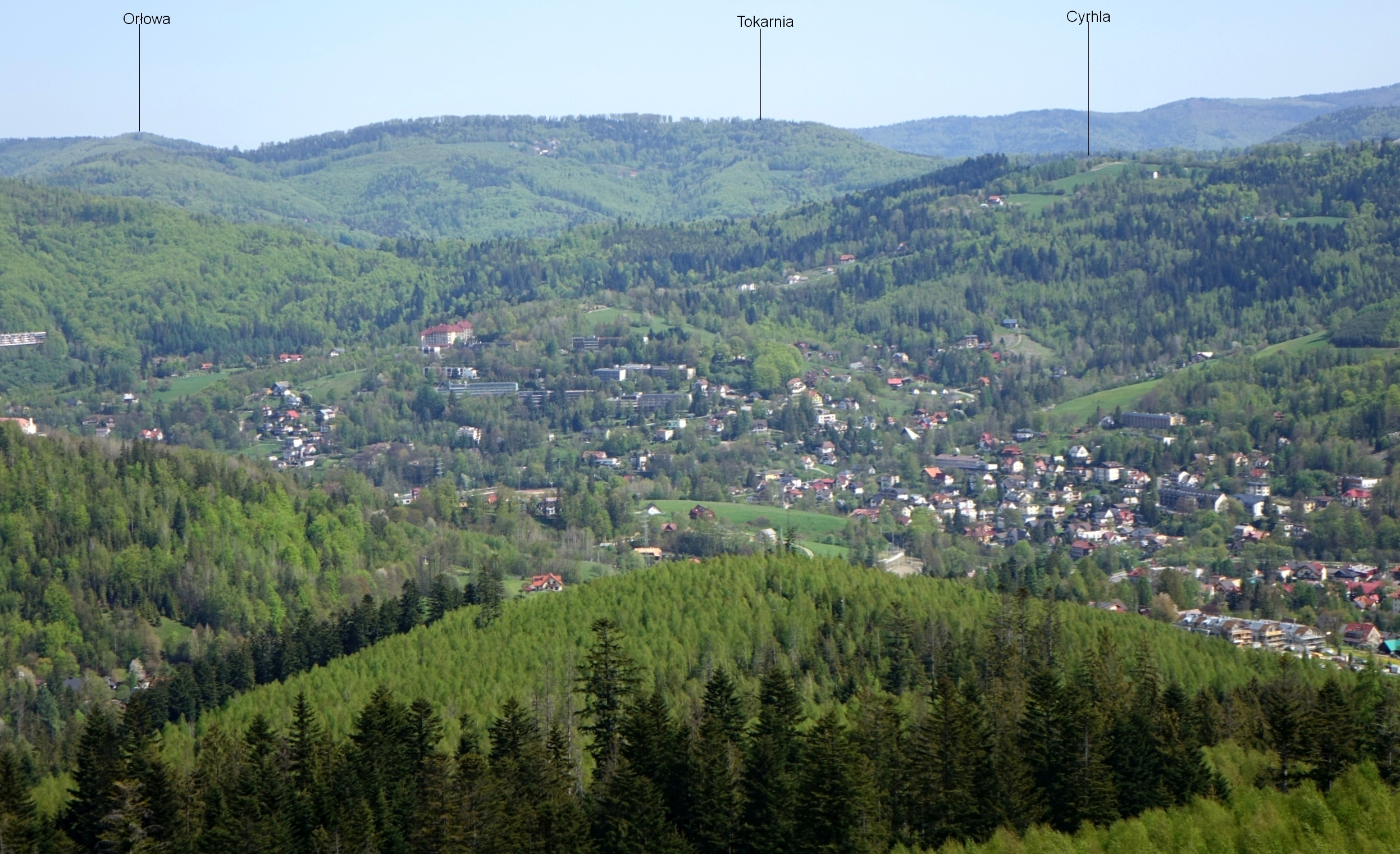
Tokarnia in der Mitte

Der Tokarnia ist ein Berg in Polen. Er liegt auf dem Gemeindegebiet von Wisła. Mit einer Höhe von 712 m ist er einer der niedrigeren Berge im Równica-Kamm der Schlesischen Beskiden.

## Tourismus
- Auf den Gipfel führen keine markierten Wanderwege.